# Secure FTP
Secure FTPとは、Glub Tech社が1999年に開発し、リリースしていたFTPS対応ののFTPクライアントのプログラムの名前である。2013年8月現在、同社はSecure FTPのサポートを終了し、Apacheライセンスで許諾されるフリーソフトウェアとなっている。